# ザ・くりそっち
ザ・くりそっちは、日本の有名芸能人のそっくりさんタレントによって結成された歌手グループである。
1997年、TBSのバラエティ番組「上岡龍太郎スペシャルスターそっくり豪華版」の企画で結成され、同年シングルCD「all the same～あなたに似た人～」でデビュー。
グループ名は、「そっくり」の倒語である「くりそつ」と、当時流行していた携帯型ゲームの「たまごっち」に由来する。当初はお互い際立たせるため持ち歌のメドレーを企画したが、案の定著作権で却下された。
グループ隊長は谷村仁司。副隊長はとぅんく。

## メンバー

### リードパート
- オフコース小田（小田和正）
- ノブ （ノブ&フッキー）(桑田佳祐)
- 谷村仁司 (谷村新司)
- 歌真呂 (ASKA)
- こんちはる (松山千春)
- フッキー（ノブ&フッキー） (鈴木雅之)
- 玉置工事中 (玉置浩二)
- 吉田みゃあ (吉田美和)
- とぅんく(現:星野金太郎) (つんく)
- 竹原ひろみ (郷ひろみ)
- 矢沢B吉 (矢沢永吉)
- ミニミニ長渕(現:ミニミニ) (長渕剛)

### コーラスパート
- まねだ聖子 (松田聖子)
- 南里佳(現:南里)  (YU-KI:TRF)、(森高千里)

### その他、PV出演
- 小室ダメ吉 (小室哲哉)
- モーカリマッセ石井 (石井竜也)
- デコピン浜ちゃん (ダウンタウン)
- シークレット松本 (ダウンタウン)
- 桜井としかず (桜井和寿)
- ノブ（ノブ&フッキー）(桑野信義)
- 若 (横山やすし)

## CD
- 「all the same～あなたに似た人～」

1997年6月21日発売
作詞：森浩美
作曲：岩田雅之、砂田祐史
編曲：岩田雅之
発売元：イーストウエストジャパン
販売元：ワーナーミュージックジャパン